# Sindrome di Sturge-Weber
La sindrome di Sturge-Weber, denominata anche sindrome di Sturge-Weber-Krabbe, angiomatosi meningofaciale, angiomatosi encefalotrigeminale o angiomatosi encefalofaciale, è un raro disturbo congenito neurologico e dermatologico. Fa parte delle facomatosi e come tale è caratterizzata da:
- Manifestazioni cutanee, il cosiddetto "nevus flammeus", o "nevo vinoso" o "angioma piano", che si estende lungo il decorso del nervo trigemino (più spesso lungo la branca oftalmica o mascellare).
- Manifestazioni oculari, come il glaucoma e, più spesso, l'angiomatosi della coroide dell'occhio (una aberrante proliferazione vascolare dei vasi della coroide del bulbo oculare).
- Manifestazioni encefaliche, caratterizzate dalla presenza di angiomatosi leptomeningea, ovvero una ectasia dei vasi della leptomeninge, più frequentemente in sede temporale con conseguenti multipli "angiomi" che si presentano sullo stesso lato dei sintomi fisici descritti precedentemente. Tale alterazione è spesso causa di crisi epilettiche e ritardo mentale (quest'ultimo non sempre presente).

Normalmente la malattia interessa solo un lato della testa. Le alterazioni sopra descritte si manifestano 
ipsilateralmente.
La sindrome di Sturge–Weber è da ricondurre ad una anomalia dello sviluppo embrionale a livello del mesoderma e dell'ectoderma. A differenza di altri disordini neurocutanei la sindrome di Sturge-Weber si manifesta sporadicamente, ovvero non ha una eziologia ereditaria.

## Storia
La prima persona che descrisse tale sindrome fu William Allen Sturge nel 1879 in un bambino di poco più di 6 anni, ma la descrizione fu approssimativa. Dettagli maggiori vennero poi forniti da Lannois-Bernoud nel 1898 e da Siegfried Kalischer nel 1901. Importanti scoperte vennero effettuate da Parkes Weber nel 1922. La presenza del glaucoma è stata considerata come una possibile variante, e in sua presenza prende il nome di sindrome di Lawford.

## Epidemiologia
Di carattere raro, si manifesta in 1 persona su 50 000, ma l'incidenza aumenta nel caso di presenza di nevo vinoso, arrivando al 3%.

## Sintomatologia
Fra i sintomi e i segni clinici ritroviamo malformazioni venose, glaucoma e anormale crescita facciale. Spesso è presente angioma, mentre altre manifestazioni sono epilessia, ritardo mentale ed emiparesi e, in misura minore, anche disfunzioni nel tratto uro-genitale e obesità. Spesso compaiono delle macchie all'altezza delle meningi; eventuali lesioni cerebrali si possono manifestare soltanto in età infantile.
La sindrome di Sturge-Weber si manifesta con crisi epilettiche, focali o generalizzate, che spesso risultano il primo sintomo durante il primo anno di età. Il 79-90% dei pazienti con la sindrome svilupperanno crisi epilettiche successivamente al primo anno di vita. L'epilessia che si presenta nel quadro della sindrome di Sturge-Weber è spesso resistente alla terapia e può peggiorare con l'età. La manifestazione neurologica si accompagna alla presenza di un "nevo vinoso" sulla fronte e sul sopracciglio in un lato del viso. Il nevo può essere di colore vario, da rosa chiaro a rosso intenso, ed è causato da una sovrabbondanza di capillari attorno alla branca oftalmica del nervo trigemino, proprio sotto la superficie del viso. 
Ciò causa calcificazione del tessuto e perdita di neuroni nella corteccia cerebrale. 
Alcuni bambini svilupperanno ritardo della crescita e mentale. Il ritardo mentale non è sempre presente e si manifesta con un rallentamento dell'apprendimento psicomotorio; è causato dalla presenza di calcificazioni all'interno della corteccia cerebrale. Oltre a tali disturbi possono insorgere anche episodi stroke-like. Circa il 50% dei pazienti andrà incontro a glaucoma a carico dell'occhio dello stesso lato del nevo vinoso. Il glaucoma può essere presente già alla nascita o svilupparsi in seguito. La sindrome di Sturge-Weber raramente colpisce altri organi (es. angioma gengivale).
Attualmente si utilizza una classificazione per distinguere tre tipi di quadri patologici con cui la sindrome di Sturge-Weber si può presentare:
- SWS tipo I: presentazione classica della malattia, caratterizzata sia da manifestazioni cutanee che encefaliche.
- SWS tipo II: si presenta solo con le lesioni facciali, manifestandosi come una malattia dermatologica.
- SWS tipo III: si presenta senza lesioni facciali, ma solo con le manifestazioni encefaliche.

### Patologie correlate
Possono manifestarsi altre disfunzioni, come l'ipopituitarismo e la sindrome CLOVES.

## Terapia
La terapia mira al trattamento delle manifestazioni. Può essere fatto un trattamento con laser per schiarire o eliminare il nevo. Farmaci anticonvulsivanti possono essere usati per controllare le crisi epilettiche. È raccomandato un monitoraggio precoce per il glaucoma. Quando è colpito un solo lato dell'encefalo e gli anticonvulsivanti si dimostrano inefficaci si può ricorrere a trattamento neurochirurgico, che consiste nella rimozione o disconnessione della parte del cervello colpita dalla malattia. Solitamente però per l'epilessia si somministrano solo gli anticonvulsivanti, arrivando nei casi più gravi all'emisferectomia. Il glaucoma se non trattato porta a conseguenze gravi, e la monoterapia con beta bloccanti spesso non è sufficiente.